# NHL (1955/1956)
Sezon NHL 1955-1956 był 39. sezonem ligi NHL. Sześć zespołów rozegrało po 70 meczów w sezonie zasadniczym. Puchar Stanleya zdobyła drużyna Montreal Canadiens.

## Sezon zasadniczy
M = Mecze, W = Wygrane, P = Przegrane, R = Remisy, PKT = Punkty, GZ = Gole Zdobyte, GS = Gole Stracone, KwM = Kary w minutach
| Drużyna             | M  | W  | P  | R  | PKT | GZ  | GS  | KwM  |
| ------------------- | -- | -- | -- | -- | --- | --- | --- | ---- |
| Montreal Canadiens  | 70 | 45 | 15 | 10 | 100 | 222 | 131 | 977  |
| Detroit Red Wings   | 70 | 30 | 24 | 16 | 76  | 183 | 148 | 794  |
| New York Rangers    | 70 | 32 | 28 | 10 | 74  | 204 | 203 | 911  |
| Toronto Maple Leafs | 70 | 24 | 33 | 13 | 61  | 153 | 181 | 1051 |
| Boston Bruins       | 70 | 23 | 34 | 13 | 59  | 147 | 185 | 929  |
| Chicago Black Hawks | 70 | 19 | 39 | 12 | 50  | 155 | 216 | 826  |

### Najlepsi strzelcy
| Zawodnik        | Drużyna             | Mecze | Bramki | Asysty | Punkty | Kary w minutach |
| --------------- | ------------------- | ----- | ------ | ------ | ------ | --------------- |
| Jean Béliveau   | Montreal Canadiens  | 70    | 47     | 41     | 88     | 143             |
| Gordie Howe     | Detroit Red Wings   | 70    | 38     | 41     | 79     | 100             |
| Maurice Richard | Montreal Canadiens  | 70    | 38     | 33     | 71     | 89              |
| Bert Olmstead   | Montreal Canadiens  | 70    | 14     | 56     | 70     | 94              |
| Tod Sloan       | Toronto Maple Leafs | 70    | 37     | 29     | 66     | 100             |
| Andy Bathgate   | New York Rangers    | 70    | 19     | 47     | 66     | 59              |

## Playoffs

### Półfinały
| Montreal Canadiens – New York Rangers                      | Montreal Canadiens – New York Rangers | Montreal Canadiens – New York Rangers | Montreal Canadiens – New York Rangers | Montreal Canadiens – New York Rangers | Montreal Canadiens – New York Rangers |
| Data                                                       | Wyjazd                                | Wyjazd                                | Dom                                   | Dom                                   |                                       |
| ---------------------------------------------------------- | ------------------------------------- | ------------------------------------- | ------------------------------------- | ------------------------------------- | ------------------------------------- |
| 20 marca                                                   | NY Rangers                            | 1                                     | 7                                     | Montreal                              |                                       |
| 22 marca                                                   | NY Rangers                            | 4                                     | 2                                     | Montreal                              |                                       |
| 24 marca                                                   | Montreal                              | 3                                     | 1                                     | NY Rangers                            |                                       |
| 25 marca                                                   | Montreal                              | 5                                     | 3                                     | NY Rangers                            |                                       |
| 27 marca                                                   | NY Rangers                            | 0                                     | 7                                     | Montreal                              |                                       |
| Montreal wygrał 4:1 i awansował do finału Pucharu Stanleya |                                       |                                       |                                       |                                       |                                       |

| Detroit Red Wings – Toronto Maple Leafs                     | Detroit Red Wings – Toronto Maple Leafs | Detroit Red Wings – Toronto Maple Leafs | Detroit Red Wings – Toronto Maple Leafs | Detroit Red Wings – Toronto Maple Leafs | Detroit Red Wings – Toronto Maple Leafs | Detroit Red Wings – Toronto Maple Leafs |
| Data                                                        | Wyjazd                                  | Wyjazd                                  | Dom                                     | Dom                                     |                                         |                                         |
| ----------------------------------------------------------- | --------------------------------------- | --------------------------------------- | --------------------------------------- | --------------------------------------- | --------------------------------------- | --------------------------------------- |
| 20 marca                                                    | Toronto                                 | 2                                       | 3                                       | Detroit                                 |                                         |                                         |
| 22 marca                                                    | Toronto                                 | 1                                       | 3                                       | Detroit                                 |                                         |                                         |
| 24 marca                                                    | Detroit                                 | 5                                       | 4                                       | Toronto                                 | Po dogrywce                             |                                         |
| 27 marca                                                    | Detroit                                 | 0                                       | 2                                       | Toronto                                 |                                         |                                         |
| 29 marca                                                    | Toronto                                 | 1                                       | 3                                       | Detroit                                 |                                         |                                         |
| Detroit wygrało 4:1 i awansowało do finału Pucharu Stanleya |                                         |                                         |                                         |                                         |                                         |                                         |

### Finał Pucharu Stanleya
| Montreal Canadiens – Detroit Red Wings       | Montreal Canadiens – Detroit Red Wings | Montreal Canadiens – Detroit Red Wings | Montreal Canadiens – Detroit Red Wings | Montreal Canadiens – Detroit Red Wings | Montreal Canadiens – Detroit Red Wings |
| Data                                         | Wyjazd                                 | Wyjazd                                 | Dom                                    | Dom                                    |                                        |
| -------------------------------------------- | -------------------------------------- | -------------------------------------- | -------------------------------------- | -------------------------------------- | -------------------------------------- |
| 31 marca                                     | Detroit                                | 4                                      | 6                                      | Montreal                               |                                        |
| 3 kwietnia                                   | Detroit                                | 1                                      | 5                                      | Montreal                               |                                        |
| 5 kwietnia                                   | Montreal                               | 1                                      | 3                                      | Detroit                                |                                        |
| 8 kwietnia                                   | Montreal                               | 3                                      | 0                                      | Detroit                                |                                        |
| 10 kwietnia                                  | Detroit                                | 1                                      | 3                                      | Montreal                               |                                        |
| Montreal wygrał 4:1 i zdobył Puchar Stanleya |                                        |                                        |                                        |                                        |                                        |

## Nagrody
| Prince of Wales Trophy:       | Montreal Canadiens                 |
| Art Ross Memorial Trophy:     | Jean Beliveau, Montreal Canadiens  |
| Calder Memorial Trophy:       | Glenn Hall, Detroit Red Wings      |
| Hart Memorial Trophy:         | Jean Beliveau, Montreal Canadiens  |
| James Norris Memorial Trophy: | Doug Harvey, Montreal Canadiens    |
| Lady Byng Memorial Trophy:    | Earl Reibel, Detroit Red Wings     |
| Vezina Trophy:                | Jacques Plante, Montreal Canadiens |